# Zigzag (personnage)
Pour les articles homonymes, voir Zigzag (homonymie).
Zigzag (Slinky Dog en version originale ou Slinky en version québécoise) est un personnage de fiction apparu pour la première fois dans le long métrage en images de synthèse Toy Story (Histoire de jouets au Québec), puis dans sa suite Toy Story 2 (Histoire de jouets 2 au Québec).

## Histoire
Le personnage est inspiré d'un jouet réel paru dans les années 1950 par la firme Slinky. La recherche de l'acteur pour la voix originale de Zigzag a été longue car l'équipe cherchait un acteur avec un accent ironique. Ne parvenant pas à trouver ce qu'ils voulaient, un jour Schumacher proposa de changer d'optique et d'avoir un accent rural, ce que l'acteur Jim Varney représentait assez bien. Ce dernier accepta. Ce choix a par la suite obligé les équipes artistiques à modifier légèrement Zigzag. À l'origine conçu comme un chien Jack Russell terrier, joueur et nerveux, son aspect a été modifié, ses oreilles ont été allongées, assouplies et déplacées du haut du crâne vers le côté, ses yeux ont été mis en berne, son cou rapetissé et il est devenu plus proche du chien de Saint-Hubert, comme Pluto.

## Personnage
En raison de sa difficulté à se mouvoir par lui-même, il a un caractère de suiveur.

## Interprètes
- Voix originale : Jim Varney : Toy Story et Toy Story 2, Blake Clark : Toy Story 3 et Toy Story 4
- Voix francophones : Jacques Balutin : Toy Story, Toy Story 2 et Toy Story 3, Jean-Loup Horwitz : Toy Story 4 (version française), Marc Labrèche : Histoire de jouets (version québécoise), Carl Béchard : Histoire de jouets 2, Histoire de jouets 3 et Histoire de jouets 4 (version québécoise)

## Parcs Disney
Une attraction sur le thème de Zigzag a été construite à Toy Story Playland au Walt Disney Studios sous le nom de Slinky Dog Zig-Zag Spin. Elle sera reproduite à Toy Story Land à Hong Kong Disneyland.